# Cacela Velha
Cacela Velha (magyarul: Ó Cacela) település Vila Nova de Cacela település része, mely Vila Real de Santo António községben található, Algarve régióban, Portugália délkeleti részén. A település Portugália leginkább délkeleti pontja. Cacela Velha egy hegyormon fekszik, kilátással a Ria Formosa lagúna legkeletebbi öblére.

## Történelme
Cacela Velha az ókori görög és föníciai hajósok számára a világ vége volt, ahol a máig fel nem tárt Conistorgis városa állt. Az ókori római és később a mór hódítók szintén fontos szerepet játszottak a régió történelmében.
2007. május 7. és július 4. közt régészeti feltárások voltak a területen, mely során felfedték a mór Qast’alla Daraj város romjait, mely a tizedik században épült, amikor még a mórok uralták az Ibériai-félsziget jelentős részét. A régészek a helyszínen talált agya tárolóedények alapján feltételezik, hogy a város fontos mezőgazdasági körzet központja lehetett.

## Idegenforgalom és fejlődés

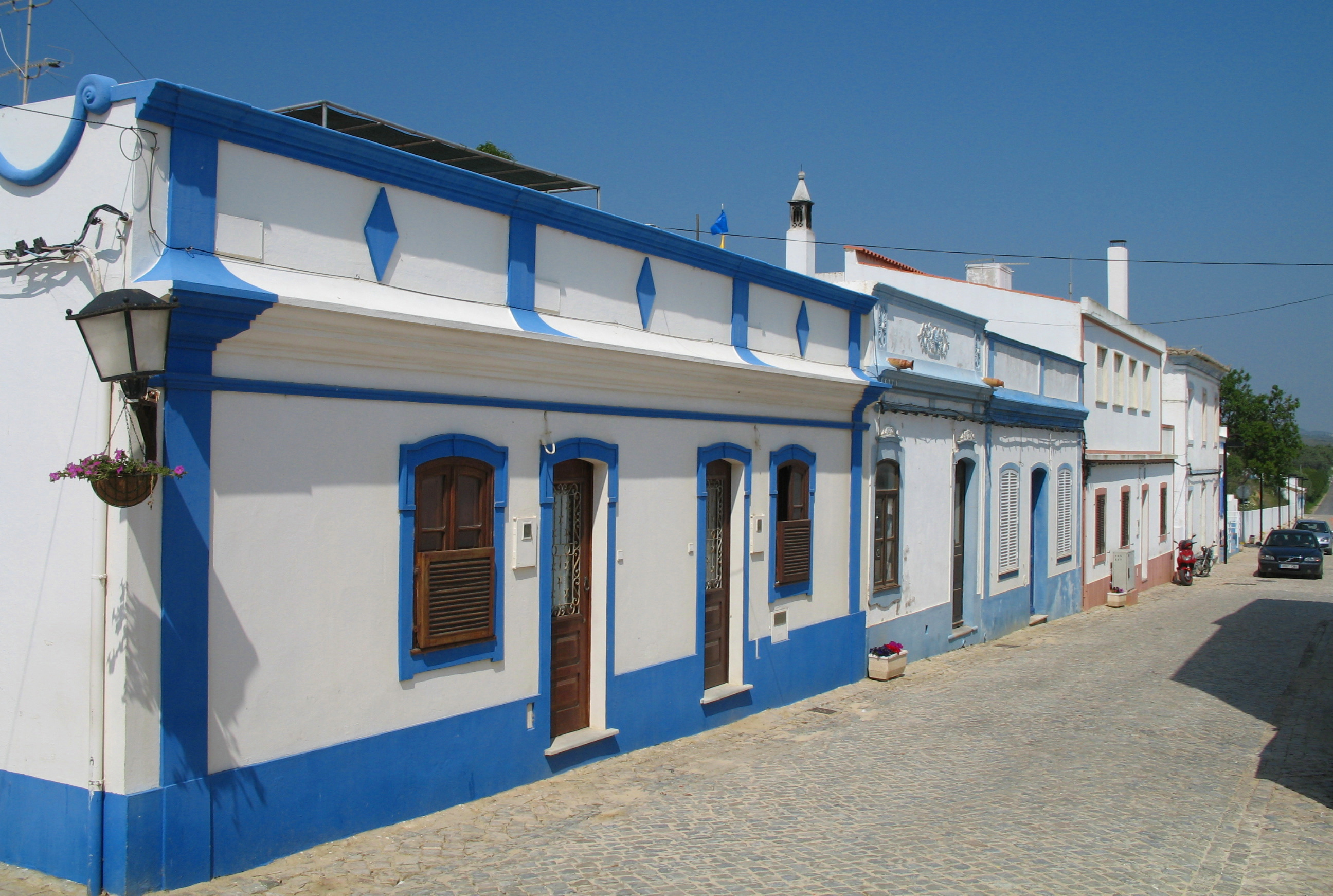
Cacela Velha jellegzetes lakóházai

Évtizedeken keresztül a település lakóinak a kereskedelmi halászat volt az egyetlen fontos bevételi forrása. Az utóbbi években Cacela Velha népszerű idegenforgalmi célponttá vált tengerpartjának kedvező fekvése és visszafogott fejlettségi szintje miatt. A helyi éttermekben osztrigát, kagylóféléket és garnélarákot szolgálnak fel.
A település legnagyobb eseménye az évente megrendezésre kerülő Noites da Moura Encantada fesztivál, ahol zenei előadások, kézműves vásár és kézműves kiállítások várják a látogatókat. A fesztivál a régió arab és berber kulturális öröksége előtt tiszteleg. 2008-ban nyílt meg a település első ötcsillagos szállodája, a Quinta da Ria.
Egy közeli félsziget középső részén található a Cacela Velha-strand, amely igen népszerű a meleg turisták körében.
Cacela Velha egyike annak a tíz településnek a régióban, amelynek portugál lakosságát növelni szeretné a regionális fejlesztési bizottság.

## Fordítás
Ez a szócikk részben vagy egészben  a   Cacela Velha című angol Wikipédia-szócikk ezen változatának fordításán alapul.  Az eredeti cikk szerkesztőit annak laptörténete sorolja fel. Ez a jelzés csupán a megfogalmazás eredetét és a szerzői jogokat jelzi, nem szolgál a cikkben szereplő információk forrásmegjelöléseként.